# Janvier 1970
Cette page présente les faits marquants du mois de janvier 1970.

## Évènements
- France : persistance de l'agitation étudiante, notamment à Nanterre.

- 1er janvier :
  - À minuit (00:00:00 UTC) : début de l'heure Unix (standard POSIX) ; origine temporelle utilisée par de nombreux systèmes informatiques.
  - Entrée en application du traité sur la non-prolifération des armes nucléaires, signé le 1er juillet 1968 par Richard Nixon et Léonid Brejnev, mais sans la France.
  - Début des années 70.

- 2 janvier :
  - France : création du salaire minimum interprofessionnel de croissance (SMIC);
  - France : loi Hoguet sur l'activité immobilière.

- 2 janvier: visite du vice-président américain Spiro Agnew à Taiwan.
- 2 janvier : un commando israélien enlève vingt-trois personnes dans la ville libanaise de Kala en représailles à différents incidents frontaliers qui ont eu lieu quelques jours plus tôt.
- 3 janvier: visite du vice-président américain Spiro Agnew en Thaïlande où il rencontre le Premier ministre Thanom Kittikachorn.
- 3 janvier : rencontre à Moscou entre le ministre soviétique du commerce extérieur Nikolaï Patolitchev et son homologue égyptien Hassan Abbas Zaki.
- 3 janvier : gouvernement Houphouët-Boigny VI en Côte d'Ivoire.
- 5 janvier: entrée en vigueur de la nouvelle constitution du Congo.
- 5 janvier: Claude Lebel prend ses fonctions d'ambassadeur de France au Maroc. Il est le premier ambassadeur français dans ce pays depuis le rappel de Robert Gillet en janvier 1966 intervenu à la suite de la disparition de Mehdi ben Barka à Paris.

- 6 janvier : le chef de l'État du Royaume du Cambodge, Norodom Sihanouk, plus soutenu par l'Union soviétique et menacé par la CIA, se réfugie à Grasse, sur la Côte d'Azur française.

- 7 janvier : Israël déclenche une campagne de bombardements stratégiques sur le territoire égyptien pour détruire les installations militaires et toucher le moral des populations civiles (bombardement des écoles, des usines). La population fait bloc derrière Sadate. L’Union soviétique adresse un avertissement aux États-Unis : si les bombardements se poursuivent, elle apportera un appui direct à l’Égypte.

- 8 janvier (guerre du Biafra) : les troupes nigérianes prennent la capitale du Biafra, Owerri.

- 12 janvier : cessez-le-feu au Biafra.

- 15 janvier : le Biafra, touché par la famine, doit capituler. La victoire du gouvernement central du Nigeria, opérée sans représailles envers la population Igbo, se concrétise par un renforcement du pouvoir fédéral.

- 22 janvier : Nasser se rend à Moscou et demande la livraison massive de batteries de missiles antiaériens Sam 3, qui seront fournies, avec du personnel soviétique et des avions de combat.

- 31 janvier, France : fermeture des Forges de Moyeuvre-Grande (Lorraine) après plusieurs siècles d'existence.

## Naissances
- 1er janvier :
  - Alpha Barry, homme politique burkinabé.
  - Rekha Sharma, actrice canadienne.
- 4 janvier : David Daoud, peintre français d'origine libanaise.
- 8 janvier : Võ Thị Ánh Xuân, femme politique vietnamienne.
- 9 janvier : Lara Fabian, chanteuse québécoise/belge.
- 11 janvier : Frédéric Daerden, homme politique belge de langue française.
- 12 janvier : Zack de la Rocha, chanteur de Rage Against The Machine.
- 13 janvier : Marco Pantani, cycliste italien († 14 février 2004)
- 15 janvier : Shane McMahon, vice-président exécutif de la WWE.
- 18 janvier : Peter Van Petegem, cycliste belge.
- 21 janvier : Marina Foïs, actrice française.
- 27 janvier : Emmanuel Pahud, flûtiste
- 31 janvier :
  - Minnie Driver, actrice et productrice britannique, née à Londres.
  - Lydia Seyram Alhassan, femme politique ghanéenne.

## Décès
- 4 janvier : Jean Etienne Valluy, général et historien (° 15 mai 1899).
- 7 janvier : Sylvie (Louise Sylvain), actrice française (° 3 janvier 1883).
- 10 janvier : Pavel Beliaïev, 44 ans, cosmonaute soviétique (° 26 juin 1925).
- 12 janvier : 
  - Leopoldo Conti, 68 ans, footballeur et entraîneur italien. (° 12 avril 1901).
  - Wilhelmine Moik, syndicaliste et femme politique autrichienne (° 26 septembre 1894).
- 20 janvier : Nora Ashe, enseignante irlandaise, nationaliste et militante de la langue irlandaise (° 15 juillet 1882).
- 23 janvier : Nell Shipman, actrice et monteuse (° 25 octobre 1892).
- 25 janvier : Jane Bathori (Jeanne-Marie Berthier), chanteuse d'opéra (° 14 juin 1877).
- 29 janvier : 
  - Muhammad Tahir Pacha, homme politique égyptien, membre du Comité international olympique et fondateur des Jeux méditerranéens (° août 1879).
  - Lawren Harris, artiste du groupe des sept (° 23 octobre 1885).